# Universitäts-Organisationsgesetz 1993
Das Bundesgesetz über die Organisation der Universitäten (offizielle Abkürzung: UOG 1993, informell daher meist als Universitäts-Organisationsgesetz 1993 bezeichnet) war ein österreichisches Bundesgesetz, in dem die Organisation der damals zwölf wissenschaftlichen Universitäten geregelt war. Das UOG 1993 löste das zuvor gültige Universitäts-Organisationsgesetz aus dem Jahr 1975 ab. Erstmals kundgemacht wurde das Gesetz im Bundesgesetzblatt für die Republik Österreich Nr. 805/1993.
Mit Ablauf des 31. Dezember 2003 wurde das UOG 1993 bis auf die weiterhin bestehenden Verfassungsbestimmungen vom Universitätsgesetz 2002 abgelöst. Diese verbliebenen Bestimmungen wurden 2008 materiell in das Bundes-Verfassungsgesetz übernommen und zu einfachgesetzlichen Regelungen umgewandelt. Mit dem Universitätsrechts-Änderungsgesetz 2009 traten zum 30. September 2009 die letzten Reste des UOG 1993 außer Kraft.